# Tityobuthus chelbergorum
Espèce
Tityobuthus chelbergorum est une espèce de scorpions de la famille des Ananteridae.

## Distribution
Cette espèce est endémique de la région Ihorombe à Madagascar. Elle se rencontre dans le parc national de l'Isalo.

## Description
La femelle holotype mesure 27,8 mm.

## Systématique et taxinomie
Cette espèce a été décrite par Lourenço, Qi et Goodman en 2008.

## Étymologie
Cette espèce est nommée en l'honneur de Bruce et Joyce E. Chelberg.

## Publication originale
- Lourenço, Qi & Goodman, 2008 : « The identity of Tityobuthus baroni (Pocock, 1890) (Scorpiones, Buthidae) and description of three new species from Madagascar. » Boletín de la Sociedad Entomológica Aragonesa, no 42, p. 89-102 (texte intégral).